# Racelopodopsis papillosa
Racelopodopsis papillosa là một loài Rêu trong họ Polytrichaceae. Loài này được (Horik.) G.L. Sm. miêu tả khoa học đầu tiên năm 1969.